# Daria Abramowicz
Daria Katarzyna Abramowicz (ur. 10 października 1987 w Iławie) – polska psycholożka sportowa. Trenerka Roku PKOl 2020. Współpracuje m.in. z Igą Świątek, Aleksandrą Mirosław i Ewą Pajor.

## Życiorys
Od siódmego roku życia uprawiała żeglarstwo. Była zawodniczką MOS Iława. Startowała przede wszystkim w klasie optimist. Wystąpiła m.in. na mistrzostwach Europy dziewcząt w 2001 (24 m.) i 2002 (10 m.). W 2002 zwyciężyła na mistrzostwach Narodowego Stowarzyszenia Klasy Optimist. W 2005 startowała w klasie Laser Radial. Jej karierę zawodniczą przerwał w wieku ok. 17-18 lat przypadkowy uraz (złamanie kości nadgarstka). Była także trenerem żeglarstwa. W tej roli (w wieku 17 lat) zdobyła w 2005 Klubowy Puchar Europy z MOS Iława, prowadziła w klubie grupę zawodników w klasie Laser 4.7, z pracy szkoleniowej zrezygnowała ostatecznie w 2015. 
Jest absolwentką psychologii ze specjalnością psychologia kliniczna na SWPS Uniwersytecie Humanistycznospołecznym. Studiowała też w Akademii Wychowania Fizycznego i Sportu im. Jędrzeja Śniadeckiego w Gdańsku. Pracowała w zespole psychologów Warszawskiej Grupy Psychologicznej, od 2012 była redaktor naczelną portalu Park Psychologii. 
Od 2017 współpracowała z reprezentacją Polski w kolarstwie torowym, m.in. z Katarzyną Pawłowską, Justyną Kaczkowską i Krzysztofem Makselem), była także współpracowniczką pływackiej reprezentacji Polski.
Od lutego 2019 współpracuje z Igą Świątek (początkowo w ramach Warsaw Sports Group). Za osiągnięcia w pracy z tą zawodniczką, w szczególności zwycięstwo we French Open została wyróżniona tytułem Trenerki Roku 2020 przyznawanym przez Komisję Sportu Kobiet przy Polskim Komitecie Olimpijskim. Stała się jedną z najważniejszych osób w sztabie tej tenisistki, mając udział w jej sukcesach, w tym zwycięstwach wielkoszlemowych w kolejnych latach, a jej rola i znaczenie wykraczała poza zadania psychologa sportowego. Pozostała jedną z najbliższych osób Igi Światek także pomimo kolejnych zmian głównego trenera zawodniczki.  
Wspierała Aleksandrę Mirosław w przygotowaniach olimpijskich do igrzysk olimpijskich w Paryżu w 2024 (Polka zdobyła tam złoty medal we wspinaczce), współpracuje z czołową polską piłkarką Ewą Pajor.